# ستيفن هولي
ستيفن ألان هولي (بالإنجليزية: Steven Alan Hawley)‏، رائد فضاء أمريكي سابق، مواليد 12 سبتمبر 1951، سافر إلى الفضاء على متن خمس رحلات طيران في مكوك فضاء أمريكية. وهو أستاذ في الفيزياء وعلم الفلك والفيزياء ومدير الفيزياء الهندسية في جامعة كانساس.
هاولي عضو في الجمعية الفلكية الأمريكية والجمعية الفلكية في منطقة المحيد الهادئ والمعهد الأمريكي للملاحة الجوية والفضائية وسيغما باي سيغما وفاي بيتا كابا. وهو الآن متقاعد ويعيش في لورانس (تكساس).

## حياته الشخصية
تزوج ستيفن من زميلته رائدة الفضاء سالي رايد عام 1982. وانفصلا عام 1987. ثم تزوج من إيلين كيغان وهي ضابط الشؤون العامة السابقة في وكالة ناسا وقد شغلت منصب المتحدث باسم حاكم كانساس سام براونباك منذ 2013.
مارس ستيفن ألعاباً رياضية منها الركض والغولف، والكرة اللينة، وكرة السلة. ظهر ستيفن في إحدى حلقات المسلسل التلفزيوني تحسينات منزلية إلى جانب قائد مكوك الفضاء كينيث باورسوكس.